# Stanisław Saks
Stanisław Saks (Kalisz, 30 de dezembro de 1897 — Varsóvia, 23 de novembro de 1942) foi um matemático polonês.
Estudou matemática na Universidade de Varsóvia, onde doutorou-se em 1922. Seu campo principal de trabalho foi análise matemática, em especial teoria dos conjuntos e topologia. Após permanecer nos Estados Unidos em 1931-1932, quase exclusivamente na Universidade Brown, foi professor da Universidade Técnica de Varsóvia, e mais tarde das universidades de Lviv e Vilnius. Foi membro da Escola de Matemática de Lviv. Após a invasão de Lviv em junho de 1942 pelas tropas alemãs e o início do assassinato sistemático de judeus, Saks rotornou para Varsóvia. Lá foi preso e morto a tiros em 23 de novembro de 1942 pela Gestapo.

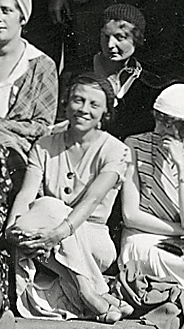
Sra. Saks (abaixo, esquerda) acompanhando Stanisław Saks (não presente na foto) no ICM 1932 em Zurique.

O teorema de Vitali-Hahn-Saks e a propriedade de Banach-Saks estão ligados a seu nome.
Foi palestrante convidado do Congresso Internacional de Matemáticos em Bolonha (1928).